# Alexandre Caudin
Alexandre Caudin, né le 27 octobre 1993 à Langres, en Haute-Marne, est un pêcheur français, licencié à la Fédération française de pêche sportive au coup. Il est membre du Team Sensas 28 depuis 2015, et membre de l'équipe de France.

## 2019: l'année de la consécration
Après quelques années dans l'ombre de ses aînés et toujours en catégorie Espoirs, Alexandre Caudin attaque l'année plein d'ambition n'ayant aucune pression.
Après des beaux concours nationaux tout au long du printemps, il est sélectionné pour les Championnats du Monde de pêche sportive en eau douce en Serbie. Il termine second en individuel et champion du monde par équipe.

Quelques semaines après, il se présente au Championnat de France en pleine confiance. Il survole le week end et devient champion de France individuel.
L'été 2019 restera donc mémorable et il devient aux yeux de tous le nouveau prodige de la discipline.

## Palmarès
- Champion du monde de pêche sportive au coup en eau douce par équipes  en 2019 (à Novi Sad (Serbie))
- Vice-champion du monde de pêche sportive au coup en eau douce individuel en 2019 (à Novi Sad (Serbie))
- Vice-champion d'Europe de pêche sportive au coup en eau douce par équipes en 2019 (à River Bann (Irlande))
- Championnat du Monde de pêche sportive au coup en eau douce individuel catégorie U25 en 2017 (à Cork (Irlande))[3]
- Championnat du Monde de pêche sportive au coup en eau douce par équipe catégorie U25 en 2015 (à Smederevo (Serbie)), en 2017 (à Cork (Irlande))
- Vice-champion du Monde de pêche sportive au coup en eau douce par équipe catégorie U25 en 2014 (à Assen (Pays-Bas))
- Vice-champion du Monde de pêche sportive au coup en eau douce par équipe catégorie U18 en 2009 (à Coruche (Portugal))
- Champion de France de pêche sportive au coup en eau douce individuel en 2019 (à Creutzwald)
- Champion de France de pêche sportive au coup en eau douce individuel catégorie U18 en 2008 (à Vesoul), 2009 (à Lacourt-Saint-Pierre), 2010 (à Marpent)
- Champion de France de pêche sportive au coup en eau douce individuel catégorie U25 en 2014 (à Douy), en 2016 (à Fonsorbes).
- Vice-champion de France de pêche sportive au coup en eau douce individuel catégorie U25 en 2013 (à Rieux), en 2015 (à Niort), en 2017 (à Miré)
- Champion de France de pêche sportive au coup en eau douce des Clubs, avec le Team Sensas 28, en 2015 (à Saint-Quentin)
- Vice-champion de France de pêche sportive au coup en eau douce des Clubs, avec le Team Sensas 28, en 2016 (à Toul)

## Activités annexes
Alexandre Caudin a longuement pratiqué le football avant de se consacrer pleinement à la pêche. Il fut attaquant avec un style que l'on pouvait comparer à Pedro Miguel Pauleta.
Supporter assidu du CS Sedan Ardennes, il fréquentait le stade Louis Dugauguez notamment lors de la  génération Stéphane Noro ou Pius N'Diefi.